# Monika Vana
Monika Vana (Vienna, 14 settembre 1969) è una politica austriaca dei Verdi-Alternativa Verde, parte del gruppo parlamentare del Partito Verde Europeo ed europarlamentare dal 2014 al 2024.